# Condado de Prince (Ilha do Príncipe Eduardo)
O Condado de Prince é um condado localizado no oeste da província da Ilha do Príncipe Eduardo, Canadá.
É o segundo condado em população, com cerca de 44 mil habitantes, e também o segundo em área territorial, compreendendo cerca de 1.979,87 quilômetros quadrados. A sede do condado é a cidade de Summerside.